# David B. Coe
Pour les articles homonymes, voir Coe et David Coe.
Œuvres principales
- La Couronne des sept royaumes

David B. Coe, né le 12 mars 1963 à New York, est un écrivain américain de fantasy.

## Biographie
Cadet de quatre enfants, David B. Coe grandit à la limite de New York. Son père agent de change et sa mère institutrice, élèvent les quatre enfants dans un environnement littéraire. Comme résultat, les quatre travailleront plus tard dans le monde de l’écriture. 
David suit ses études à l'université Brown puis à l'université Stanford d’où il sort diplômé en histoire en 1993. Son premier roman Children of Amarid, premier volume de la série The Lontobyn Chronicle est édité en 1997 puis suivi par les deux tomes suivants en 1998 et 2000. En 1999, il reçoit le prix William L. Crawford Memorial Fantasy Award pour cette série.
Il s’est installé, avec sa femme et ses deux filles, dans le Tennessee avant de partir, en 2006 pour une année en Australie.

## Œuvres

### SérieThe Lontobyn Chronicle
1. (en) Children of Amarid, 1997
2. (en) The Outlanders, 1998
3. (en) Eagle-Sage, 2000

### SérieLa Couronne des sept royaumes(Winds of the Forelands)
1. (en) Rules of Ascension, 2002
  1. Le Complot des magiciens, Pygmalion, 2004
  2. Le Prince Tavis, Pygmalion, 2004
2. (en) Seeds of Betrayal, 2003
  1.  Les Graines de la discorde, Pygmalion, 2005
  2. Le Combat des innocents, Pygmalion, 2005
3. (en) Bonds of Vengeance, 2005
  1.  Les Fruits de la vengeance, Pygmalion, 2006
  2. Le Sang des traîtres, Pygmalion, 2006
4. (en) Shapers of Darkness, 2005
  1.  L'Armée de l'ombre, Pygmalion, 2007
  2. La Guerre des clans, Pygmalion, 2007
5. (en) Weavers of War, 2007
  1.  L'Alliance sacrée, Pygmalion, 2008
  2. Le Pacte des justes, Pygmalion, 2008

### SérieBlood of the Southlands
1. (en) The Sorcerers' Plague, 2007
2. (en) The Horsemen's Gambit, 2009
3. (en) The Dark-Eyes' War, 2010

### SérieThe Thieftaker Chronicles
Cette série a été publiée sous le pseudonyme D. B. Jackson.
1. (en) Thieftaker, 2012
2. (en) Thieves' Quarry, 2013
3. (en) A Plunder of Souls, 2014
4. (en) Dead Man's Reach, 2015

### SérieCase Files of Justis Fearsson
1. (en) Spell Blind, 2014
2. (en) His Father's Eyes, 2015
3. (en) Shadow's Blade, 2016

### Romans indépendants
- (en) Weitchie: Spirit of the Redwoods, 1992
- Robin des Bois, J'ai lu, 2010 ((en) Robin Hood, 2010)Adaptation du film Robin des Bois